# Silvia Bonastre

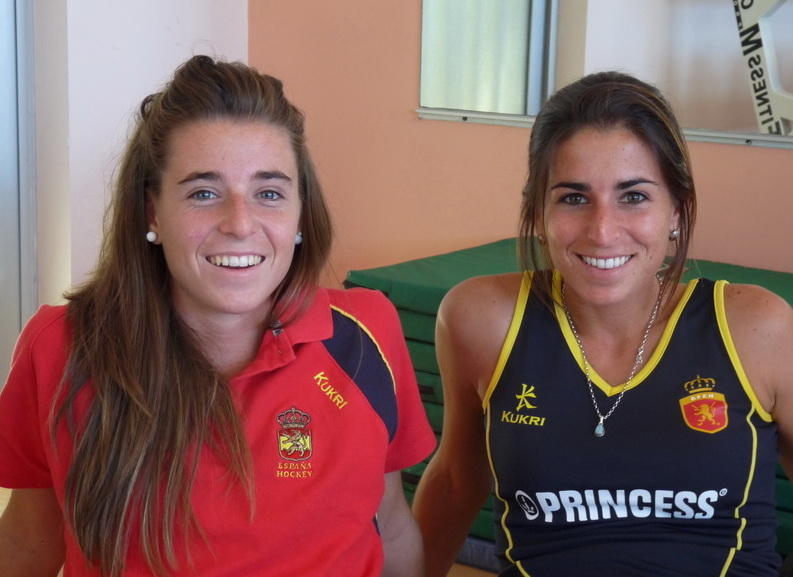
Silvia (rechts) und Berta Bonastre (2011)

Silvia Bonastre Peremateu (* 29. November 1981 in Terrassa) ist eine spanische Hockeyspielerin, die 2003 Europameisterschaftszweite war.

## Karriere
Silvia Bonastre begann bei CD Terrassa mit dem Hockeysport. Nach vier Jahren beim Real Club de Polo de Barcelona kehrte sie nach Terrassa zurück und spielte gegen Ende ihrer Karriere für Atlètic Terrassa. Mit CD Terrassa und mit RC Barcelona war sie spanische Meisterin.
2001 debütierte sie in der spanischen Nationalmannschaft. Bei der Weltmeisterschaft 2002 in Perth belegte sie mit der spanischen Mannschaft den achten Platz. Im Jahr darauf bei der Europameisterschaft in Barcelona erreichten die Spanierinnen in der Vorrunde den zweiten Platz hinter den Niederländerinnen. Nachdem sich die Spanierinnen im Halbfinale nach Verlängerung und Penaltyschießen gegen die englische Mannschaft  durchgesetzt hatten, trafen sie im Finale wieder auf die Niederländerinnen, die das Finale mit 5:0 gewannen.
Bei den Olympischen Spielen 2004 in Athen belegten die Spanierinnen den zehnten und letzten Platz. Zwei Jahre später waren die Spanierinnen bei der Weltmeisterschaft 2006 in Madrid gastgebende Mannschaft. In der Vorrunde belegten sie den zweiten Platz hinter den Niederländerinnen. Im Halbfinale unterlagen sie der australischen Mannschaft mit 0:1. Das Spiel um Bronze gegen die Argentinierinnen endete 0:5. Bei der Europameisterschaft 2007 belegten die Spanierinnen wie zwei Jahre zuvor den vierten Platz.
2008 bei den Olympischen Spielen in Peking erreichten die Spanierinnen den siebten Platz unter zwölf Mannschaften. 2010 nahm Silvia Bonastre bei der Weltmeisterschaft in Rosario an ihrem letzten großen Turnier teil, die Spanierinnen belegten den zwölften und letzten Platz.
Silvia Bonastre ist die ältere Schwester von Berta Bonastre, die an den Olympischen Spielen 2016 und 2020 teilnahm.